# Léon Guillet
Léon Guillet (11 de julho de 1873 — 1946) foi um metalurgista francês.
É conhecido por seu trabalho com aço inoxidável no início do século XX.